# Campeonato Mundial de Atletismo Júnior de 2000
O Campeonato Mundial de Atletismo Júnior de 2000 foi a oitava edição do Campeonato Mundial de Atletismo Júnior. Foi realizado em Santiago, Chile entre 17 e 22 de Outubro de 2000.

## Resultados

### Masculino
| Evento                | Ouro                                                                              | Ouro        | Prata                                                                           | Prata      | Bronze                                                                            | Bronze     |
| --------------------- | --------------------------------------------------------------------------------- | ----------- | ------------------------------------------------------------------------------- | ---------- | --------------------------------------------------------------------------------- | ---------- |
| 100 m                 | Mark Lewis-Francis · Grã-Bretanha                                                 | 10.12 CR    | Salem Mubarak Al-Yami · Arábia Saudita                                          | 10.38      | Marc Burns · Trindade e Tobago                                                    | 10.40 PB   |
| 200 m                 | Paul Gorries · África do Sul                                                      | 20.64       | Marcin Jędrusiński · Polónia                                                    | 20.87      | Timothy Benjamin · Grã-Bretanha                                                   | 20.94      |
| 400 m                 | Hamdan Obah Al-Bishi · Arábia Saudita                                             | 44.66 CR    | Brandon Simpson · Jamaica                                                       | 45.73 PB   | Shinji Ishikawa · Japão                                                           | 45.77 NJR  |
| 800 m                 | Nicholas Wachira · Quénia                                                         | 1:47.16     | Florent Lacasse · França                                                        | 1:47.61    | Antonio Manuel Reina · Espanha                                                    | 1:47.90    |
| 1500 m                | Cornelius Chirchir · Quénia                                                       | 3:38.80     | Wolfram Müller · Alemanha                                                       | 3:39.37    | Philemon Kibet · Quénia                                                           | 3:40.77 PB |
| 5000 m                | Gordon Mugi · Quénia                                                              | 13:44.93    | Kenenisa Bekele · Etiópia                                                       | 13:45.43   | Cyrus Kataron · Quénia                                                            | 13:46.12   |
| 10 000 m              | Robert Kipkorir Kipchumba · Quénia                                                | 28:54.37    | Duncan Lebo · Quénia                                                            | 28:58.39   | Abraha Hadush · Etiópia                                                           | 29:44.65   |
| 110 m B               | Yuniel Hernández · Cuba                                                           | 13.60 WLJ   | Thomas Blaschek · Alemanha                                                      | 13.80      | Ladji Doucouré · França                                                           | 13.84      |
| 400 m B               | Marek Plawgo · Polónia                                                            | 49.23 WLJ   | Pieter de Villiers · África do Sul                                              | 50.52      | Ockert Cilliers · África do Sul                                                   | 50.58      |
| 3000 m Obs.           | Raymond Yator · Quénia                                                            | 8:16.34 CR  | David Chemweno · Quénia                                                         | 8:31.95 PB | Abdelatif Chemlal · Marrocos                                                      | 8:43.57    |
| Marcha atlética 10 km | Cristián David Berdeja · México                                                   | 40:56.47 SB | Yevgeniy Demkov · Rússia                                                        | 40:56.53   | Viktor Burayev · Rússia                                                           | 40:56.57   |
| 4 x 100 metros        | Reino Unido · Tyrone Edgar · Dwayne Grant · Timothy Benjamin · Mark Lewis-Francis | 39.05 CR    | França · Ronald Pognon · Fabrice Calligny · Ladji Doucoure · Leslie Djhone      | 39.33 NJR  | Japão · Takashi Mogi · Kazuya Kitamura · Yusuke Omae · Hisashi Miyazaki           | 39.47 NJR  |
| 4 x 400 metros        | Jamaica · Sekou Clarke · Aldwyn Sappleton · Pete Coley · Brandon Simpson          | 3:06.06 WLJ | Alemanha · Sebastian Gatzka · Christian Duma · Steffen Hönig · Bastian Swillims | 3:06.79    | Polónia · Rafał Wieruszewski · Karol Terejlis · Adrian Galaszewski · Marek Plawgo | 3:07.05 SB |
| Salto em altura       | Jacques Freitag · África do Sul                                                   | 2.24        | Germaine Mason · Jamaica                                                        | 2.24 NJR   | Tomasz Śmiałek · Polónia                                                          | 2.21 PB    |
| Salto com vara        | Aleksey Khanafin · Rússia                                                         | 5.30        | Aleksandr Korchmyd · Ucrânia                                                    | 5.30       | Rocky Danners · Estados Unidos                                                    | 5.20       |
| Salto em distância    | Cai Peng · China                                                                  | 7.88        | Vladimir Zyuskov · Ucrânia                                                      | 7.84 PB    | Yoelmis Pacheco · Cuba                                                            | 7.71       |
| Salto triplo          | Marian Oprea · Roménia                                                            | 16.41       | Yoandri Betanzos · Cuba                                                         | 16.34      | Mohammed Hamdi Awadh · Catar                                                      | 16.29      |
| Arremesso de peso     | Rutger Smith · Países Baixos                                                      | 19.48 CR    | Ivan Yushkov · Rússia                                                           | 19.06      | Tomasz Chrzanowski · Polónia                                                      | 19.00 NJR  |
| Disco                 | Hannes Hopley · África do Sul                                                     | 59.51 NJR   | Niklas Arrhenius · Suécia                                                       | 59.19 PB   | Rutger Smith · Países Baixos                                                      | 58.70      |
| Dardo                 | Gerhardus Pienaar · África do Sul                                                 | 78.11 NJR   | Andreas Thorkildsen · Noruega                                                   | 76.34 NJR  | Park Jae-Myong · Coreia do Sul                                                    | 72.36      |
| Martelo               | Esref Apak · Turquia                                                              | 69.97 NJR   | Dylan Armstrong · Canadá                                                        | 67.50      | Aaron Fish · Austrália                                                            | 67.44      |
| Decatlo               | Dennis Leyckes · Alemanha                                                         | 7897 CR     | David Gómez · Espanha                                                           | 7772 NJR   | André Niklaus · Alemanha                                                          | 7712 PB    |

### Feminino
| Evento                | Ouro                                                                            | Ouro        | Prata                                                                         | Prata       | Bronze                                                                        | Bronze       |
| --------------------- | ------------------------------------------------------------------------------- | ----------- | ----------------------------------------------------------------------------- | ----------- | ----------------------------------------------------------------------------- | ------------ |
| 100 m                 | Veronica Campbell · Jamaica                                                     | 11.12 CR    | Katchi Habel · Alemanha                                                       | 11.39 PB    | Fana Ashby · Trindade e Tobago                                                | 11.47        |
| 200 m                 | Veronica Campbell · Jamaica                                                     | 22.87 CR    | Sina Schielke · Alemanha                                                      | 23.20       | Vida Anim · Gana                                                              | 23.81        |
| 400 m                 | Jana Pittman · Austrália                                                        | 52.45       | Aneta Lemiesz · Polónia                                                       | 52.78 NJR   | Norma González · Colômbia                                                     | 53.30        |
| 800 m                 | Jebet Langat · Quénia                                                           | 2:01.51     | Georgie Clarke · Austrália                                                    | 2:02.28     | Lucia Klocová · Eslováquia                                                    | 2:04.00 PB   |
| 1500 m                | Abebech Negussie · Etiópia                                                      | 4:19.93     | Rose Kosgei · Quénia                                                          | 4:20.16     | Georgie Clarke · Austrália                                                    | 4:20.21      |
| 3000 m                | Beatrice Jepchumba · Quénia                                                     | 9:08.80     | Jane Chepkoech · Quénia                                                       | 9:10.05     | Etalemahu Kidane · Etiópia                                                    | 9:11.55 PB   |
| 5000 m                | Dorcus Inzikuru · Uganda                                                        | 16:21.32    | Meseret Defar · Etiópia                                                       | 16:23.69    | Sharon Cherop · Quénia                                                        | 16:23.73     |
| 100 m B               | Susanna Kallur · Suécia                                                         | 13.02 WLJ   | Fanny Gérance · França                                                        | 13.21 PB    | Adrianna Lamalle · França                                                     | 13.27        |
| 400 m B               | Jana Pittman · Austrália                                                        | 56.27       | Marjolein de Jong · Países Baixos                                             | 56.50       | Melaine Walker · Jamaica                                                      | 56.96 NJR    |
| Marcha atlética 10 km | Lyudmila Yefimkina · Rússia                                                     | 44:07.74    | Tatyana Kozlova · Rússia                                                      | 44:24.43 PB | Sabine Zimmer · Alemanha                                                      | 46:49.97 NJR |
| 4 x 100 metros        | Alemanha · Christa Kaufmann · Sina Schielke · Kerstin Grötzinger · Katchi Habel | 43.91 WLJ   | Jamaica · Veronica Campbell · Nadine Palmer · Kerron Stewart · Nolle Graham   | 44.05 SB    | Suécia · Emma Rienas · Jenny Kallur · Susanna Kallur · Linda Fernström        | 44.78 NJR    |
| 4 x 400 metros        | Grã-Bretanha · Kim Wall · Jennifer Meadows · Helen Thieme · Lisa Miller         | 3:33.82 WLJ | Jamaica · Sheryl Morgan · Kareen Gayle · Anneisha McLaughlin · Melanie Walker | 3:33.99 SB  | Roménia · Adela Diana Marchis · Liliana Barbulescu · Maria Rus · Alina Ripanu | 3:34.49      |
| Salto em altura       | Blanka Vlašić · Croácia                                                         | 1.91        | Marina Kuptsova · Rússia                                                      | 1.88        | Marizca Gertenbach · África do Sul                                            | 1.88 PB      |
| Salto com vara        | Yelena Isinbayeva · Rússia                                                      | 4.20 CR     | Annika Becker · Alemanha                                                      | 4.10        | Vanessa Boslak · França · Fanni Juhász · Hungria                              | 4.10 4.10 SB |
| Salto em distância    | Concepción Montaner · Espanha                                                   | 6.47        | Zhou Yangxia · China                                                          | 6.45        | Kumiko Ikeda · Japão                                                          | 6.43 NJR     |
| Salto triplo          | Anastasiya Ilyina · Rússia                                                      | 14.24       | Anna Pyatykh · Rússia                                                         | 14.18 PB    | Dana Veldáková · Eslováquia                                                   | 13.92 NJR    |
| Arremesso de peso     | Kathleen Kluge · Alemanha                                                       | 17.37 PB    | Li Meiju · China                                                              | 16.57       | Natallia Kharaneka · Bielorrússia                                             | 16.40        |
| Disco                 | Xu Shaoyang · China                                                             | 54.41       | Jana Tucholke · Alemanha                                                      | 53.97 PB    | Olga Goncharenko · Bielorrússia                                               | 53.64        |
| Dardo                 | Jarmila Klimešová · Chéquia                                                     | 52.82       | Inga Kožarenoka · Letónia                                                     | 54.64       | Galina Kakhova · Bielorrússia                                                 | 54.26        |
| Martelo               | Ivana Brkljacic · Croácia                                                       | 62.22 CR    | Virginia Balut · Roménia                                                      | 60.23 PB    | Yunaika Crawford · Cuba                                                       | 59.98        |
| Heptatlo              | Carolina Klüft · Suécia                                                         | 6056 WLJ    | Lidiya Bashlykova · Rússia                                                    | 5898        | Sanna Saarman · Finlândia                                                     | 5707         |

## Quadro de medalhas
| Quadro de medalhas |                   |      |       |        |       |
| #                  | País              | Ouro | Prata | Bronze | Total |
| 1                  | Quénia            | 7    | 4     | 3      | 14    |
| 2                  | Rússia            | 4    | 6     | 1      | 11    |
| 3                  | África do Sul     | 4    | 1     | 2      | 7     |
| 4                  | Alemanha          | 3    | 7     | 2      | 13    |
| 5                  | Jamaica           | 3    | 4     | 1      | 8     |
| 6                  | Grã-Bretanha      | 3    | 0     | 1      | 4     |
| 7                  | Austrália         | 2    | 1     | 2      | 5     |
| 8                  | Suécia            | 2    | 1     | 1      | 4     |
| 9                  | Croácia           | 2    | 0     | 0      | 2     |
| 10                 | China             | 2    | 3     | 0      | 5     |
| 11                 | Polónia           | 1    | 2     | 3      | 6     |
| 12                 | Etiópia           | 1    | 2     | 2      | 5     |
| 13                 | Cuba              | 1    | 1     | 2      | 4     |
| 14                 | Países Baixos     | 1    | 1     | 1      | 3     |
| 14                 | Roménia           | 1    | 1     | 1      | 3     |
| 14                 | Espanha           | 1    | 1     | 1      | 3     |
| 17                 | Arábia Saudita    | 1    | 1     | 0      | 2     |
| 18                 | Chéquia           | 1    | 0     | 0      | 1     |
| 18                 | México            | 1    | 0     | 0      | 1     |
| 18                 | Turquia           | 1    | 0     | 0      | 1     |
| 18                 | Uganda            | 1    | 0     | 0      | 1     |
| 23                 | França            | 0    | 3     | 3      | 6     |
| 24                 | Ucrânia           | 0    | 2     | 0      | 2     |
| 25                 | Canadá            | 0    | 1     | 0      | 1     |
| 25                 | Letónia           | 0    | 1     | 0      | 1     |
| 25                 | Noruega           | 0    | 1     | 0      | 1     |
| 28                 | Japão             | 0    | 0     | 3      | 3     |
| 29                 | Bielorrússia      | 0    | 0     | 2      | 2     |
| 29                 | Eslováquia        | 0    | 0     | 2      | 2     |
| 29                 | Trindade e Tobago | 0    | 0     | 2      | 2     |
| 32                 | Colômbia          | 0    | 0     | 1      | 1     |
| 32                 | Finlândia         | 0    | 0     | 1      | 1     |
| 32                 | Gana              | 0    | 0     | 1      | 1     |
| 32                 | Hungria           | 0    | 0     | 1      | 1     |
| 32                 | Coreia do Sul     | 0    | 0     | 1      | 1     |
| 32                 | Marrocos          | 0    | 0     | 1      | 1     |
| 32                 | Catar             | 0    | 0     | 1      | 1     |
| 32                 | Estados Unidos    | 0    | 0     | 1      | 1     |
|                    | Índia             | 0    | 0     | 0      | 0     |